# The Condor

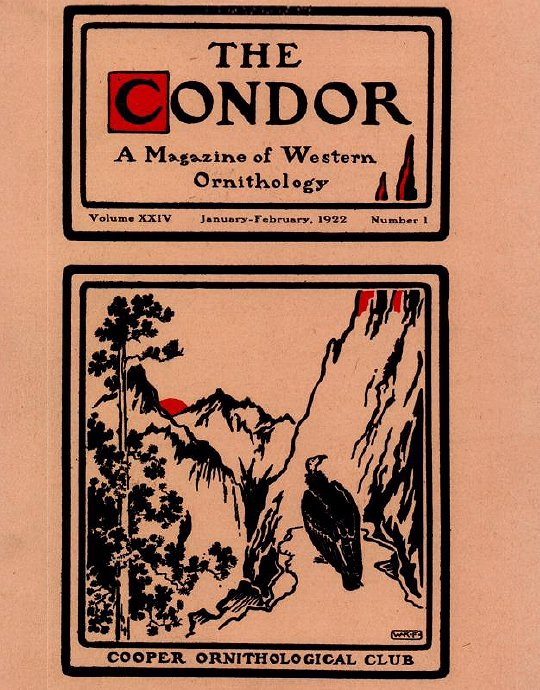

The condor é um jornal periódico relacionado à área da zoologia.